# دانیان (خمین)
دانیان (خمین)، روستایی از توابع بخش کمره شهرستان خمین در استان مرکزی ایران است.

## جمعیت
این روستا در دهستان خرم‌دشت قرار دارد و براساس سرشماری مرکز آمار ایران در سال ۱۳۸۵، جمعیت آن ۱۱۴ نفر (۳۷خانوار) بوده‌است.